# Bukówno
Bukówno – wieś sołecka w Polsce położona w województwie mazowieckim, w powiecie białobrzeskim, w gminie Radzanów. 
| SIMC    | Nazwa         | Rodzaj               |
| ------- | ------------- | -------------------- |
| 0634727 | Podlas        | część wsi            |
| 0634733 | Śliwiny       | część wsi do 2024 r. |
| 0634740 | Włodzimierzów | część wsi            |

Przez wieś przepływa niewielka rzeka, Pierzchnianka, dopływ Pilicy.
Prywatna wieś szlachecka Bukowno, położona była w drugiej połowie XVI wieku w powiecie radomskim województwa sandomierskiego. 
Wieś jest siedzibą rzymskokatolickiej parafii Nawiedzenia Najświętszej Maryi Panny. We wsi znajduje się drewniany kościół Nawiedzenia Najświętszej Maryi Panny z I poł. XVII w. (później przebudowywany). Na cmentarzu parafialnym do roku 1937 spoczywało ciało pułkownika powstania styczniowego, Dionizego Feliksa Czachowskiego.